# 中国共産党中央委員会副主席
中国共産党中央委員会副主席（ちゅうごくきょうさんとうちゅうおういいんかいふくしゅせき）は、かつて存在した中国共産党の役職である。中華人民共和国では、しばし中共中央副主席と省略して呼称した。
1945年の第7回中国共産党全国代表大会で中国共産党中央委員会主席制の導入が決定され、1956年の第8回全国代表大会で中央委員会主席の副職として設置が決定された。同大会では中国共産党規約を改正し、中央委員会において政治局常務委員の中から中央委員会主席1名と同副主席数名を任命することが定められた。1982年の第12回全国代表大会で、中央委員会副主席の役職は中央委員会主席と共に廃止された。

## 中央委員会副主席一覧
| 党中央委員会 会期 | 肖像 | 氏名   | 任期                    | 任期                   | 会期中の 中央委員会主席 | 備考 |
| 党中央委員会 会期 | 肖像 | 氏名   | 就任年月                | 離任年月               | 会期中の 中央委員会主席 | 備考 |
| ----------------- | ---- | ------ | ----------------------- | ---------------------- | ----------------------- | --- |
| 第 8 期           |      | 劉少奇 | 1956年9月28日           | 1966年8月              | 毛沢東                  | 第11回中央委員会全体会議で解任決定。                                                                                                   |
| 第 8 期           |      | 周恩来 | 1956年9月28日           | 1966年8月              | 毛沢東                  | 第11回中央委員会全体会議で解任決定。                                                                                                   |
| 第 8 期           |      | 朱徳   | 1956年9月28日           | 1966年8月              | 毛沢東                  | 第11回中央委員会全体会議で解任決定。                                                                                                   |
| 第 8 期           |      | 陳雲   | 1956年9月28日           | 1966年8月              | 毛沢東                  | 第11回中央委員会全体会議で解任決定。                                                                                                   |
| 第 8 期           |      | 林彪   | 1958年5月25日           | 1969年4月              | 毛沢東                  | 第5回中央委員会全体会議で副主席として補充される。第11回中央委員会全体会議で唯一人の副主席となる。                                      |
| 第 9 期           |      | 林彪   | 1969年4月28日           | 1971年9月              | 毛沢東                  | 第9期では党内の唯一の副主席となる。政治闘争の末にソ連に亡命を企てたが、搭乗する航空機が墜落し死亡した。その後党籍を剥奪された。        |
| 第 10 期          |      | 華国鋒 | 1976年4月7日            | 1976年10月7日          | 毛沢東 ↓ 華国鋒         | 中央政治局会議で「第一副主席」として補充され、四人組逮捕直後に同会議で主席に選出される。                                               |
| 第 10 期          |      | 周恩来 | 1973年8月30日           | 1976年1月              | 毛沢東 ↓ 華国鋒         | 任期中に病没した。 |
| 第 10 期          |      | 王洪文 | 1973年8月30日           | 1976年10月             | 毛沢東 ↓ 華国鋒         | 「四人組」のメンバー。その後職務を解任され、党籍を剥奪された。                                                                         |
| 第 10 期          |      | 康生   | 1973年8月30日           | 1975年12月             | 毛沢東 ↓ 華国鋒         | 任期中に病死した。その後党籍を剥奪された。                                                                                             |
| 第 10 期          |      | 葉剣英 | 1973年8月30日           | 1977年8月              | 毛沢東 ↓ 華国鋒         | 1976年10月〜1977年7月の期間において党内唯一人の副主席であった。                                                                        |
| 第 10 期          |      | 李徳生 | 1973年8月30日           | 1975年1月              | 毛沢東 ↓ 華国鋒         | 第2回中央委員会全体会議で辞職した。 |
| 第 10 期          |      | 鄧小平 | 1975年1月 1977年7月21日 | 1976年4月7日 1977年8月 | 毛沢東 ↓ 華国鋒         | 第2回中央委員会全体会議で補充メンバーとなる。その後四五天安門事件の責任を負い一時免職させられたが、第3回中央委員会全体会議で復職した。 |
| 第 11 期          |      | 葉剣英 | 1977年8月19日           | 1982年9月              | 華国鋒 ↓ 胡耀邦         | |
| 第 11 期          |      | 鄧小平 | 1977年8月19日           | 1982年9月              | 華国鋒 ↓ 胡耀邦         | |
| 第 11 期          |      | 李先念 | 1977年8月19日           | 1982年9月              | 華国鋒 ↓ 胡耀邦         | |
| 第 11 期          |      | 汪東興 | 1977年8月19日           | 1980年2月              | 華国鋒 ↓ 胡耀邦         | 第5回中央委員会全体会議で辞職した。 |
| 第 11 期          |      | 陳雲   | 1978年12月22日          | 1982年9月              | 華国鋒 ↓ 胡耀邦         | 第3回中央委員会全体会議で補選された。                                                                                                  |
| 第 11 期          |      | 趙紫陽 | 1981年6月29日           | 1982年9月              | 華国鋒 ↓ 胡耀邦         | 第6回中央委員会全体会議で補選された。                                                                                                  |
| 第 11 期          |      | 華国鋒 | 1981年6月29日           | 1982年9月              | 華国鋒 ↓ 胡耀邦         | 第6回中央委員会全体会議で党中央委員会主席を辞職し、副主席に補選された。                                                                |